# Lohkirchen
Lohkirchen è un comune tedesco di 679 abitanti, situato nel land della Baviera.